# Perekosy
Perekosy (ukr. Перекоси) – wieś na Ukrainie, w  obwodzie iwanofrankiwskim, w rejonie kałuskim.